# بحيرة ألبرت
بحيرة ألبرت وكانت تُعرف سابقا باسم بحيرة موبوتو سيسي سيكو، هي واحدة من البحيرات العظمى الأفريقية. هي سابع أكبر بحيرة في أفريقيا، والسابعة والعشرين من حيث المساحة على مستوى العالم.

## الجغرافيا
تتوسط بحيرة ألبرت القارة الأفريقية حيث تقع في مركزها على الحدود بين أوغندا وجمهورية الكونغو الديمقراطية (زائير سابقاً). وتتوضع بحيرة ألبرت أقصى شمال سلسة بحيرات صدع ألبرتين وهو الفرع الغربي لصدع شرق أفريقيا.
يبلغ طولها حوالي 160 كلم (100 ميل) وعرضها حوالي 30 كلم (19 ميل) ويصل عمقها إلى حدٍ أقصى قدرهُ 51 مترا (168 قدم) وترتفع عن مستوى سطح البحر بمقدار 619 مترا (2,030 قدم).
تُشكل بحيرة ألبرت جزءاً من المنظومة المعقدة لأعالي النيل. ويتدفق مصدراها الأساسيان من النيل الأبيض (الذي تنبع أساساً من بحيرة فكتوريا في الجنوب الشرقي ماراً ببحيرة كيوغا) ونهر سمليكي الذي ينبع من بحيرة إدوارد في الجنوب الغربي. وملوحة مياه النيل الأبيض أقل ملوحة بكثير من مياه بحيرة ألبرت. في الطرف الشمالي من البحيرة، يخرج نهر نيل ألبرت متجهاً إلى السودان، حيث يصبح اسمه بحر الجبل.
تنتشر المستنقعات في الطرف الجنوبي من البحيرة التي يدخل من عندها نهر سمليكي. وتمتد جبال رونزوري بالاتجاه نحو الجنوب في حين تبرز عند الساحل الشمال غربي للبحيرة سلسلة من التلال تدعى الجبال الزرقاء. وتعد بوتيابا و باكواتش من أبرز المستوطنات البشرية الواقعة على سواحل البحيرة.

## معرض الصور

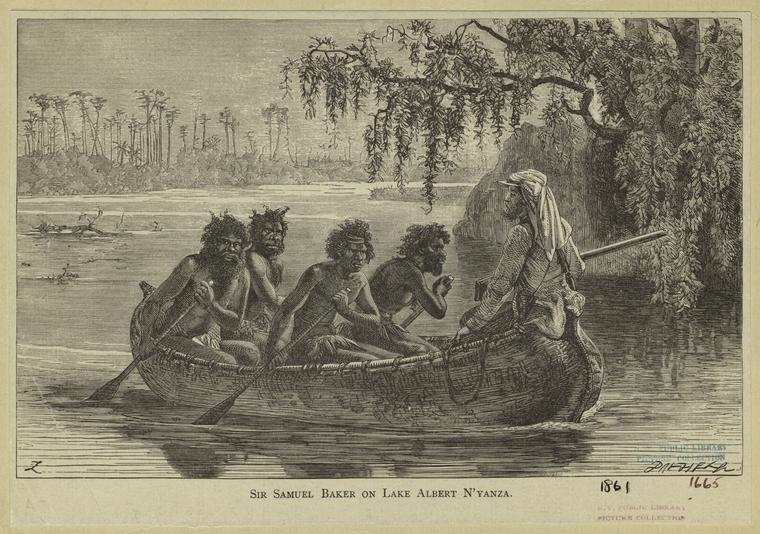
السير صمويل بيكر يستكشف البحيرة
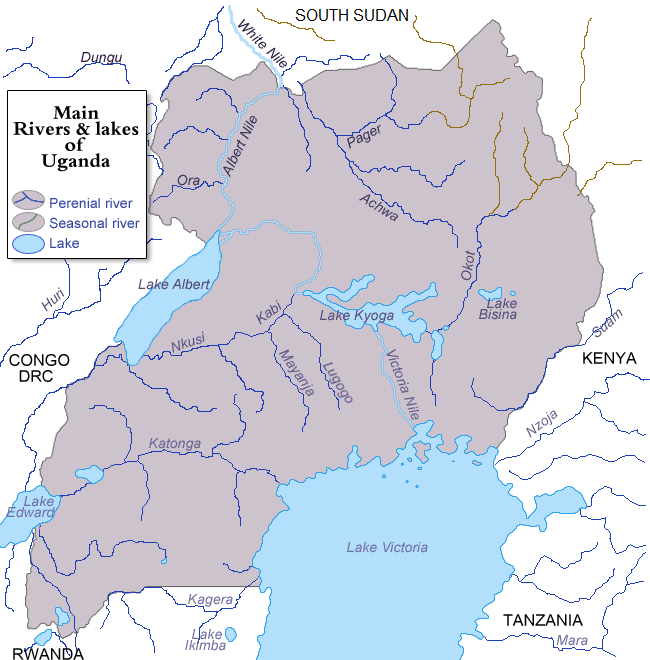
أنهار وبحيرات أوغندا
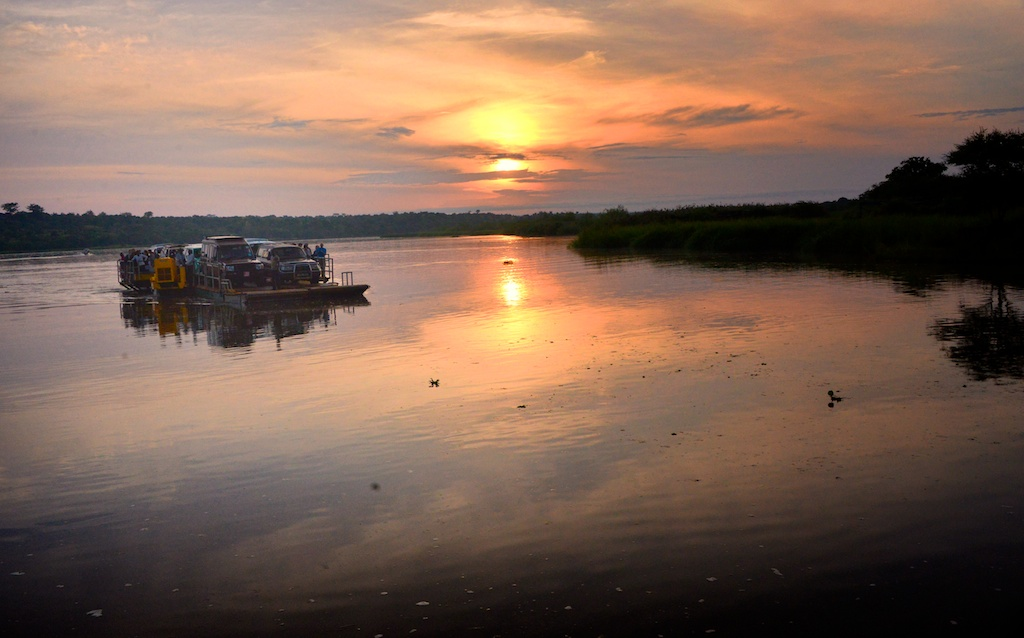
عبّارة
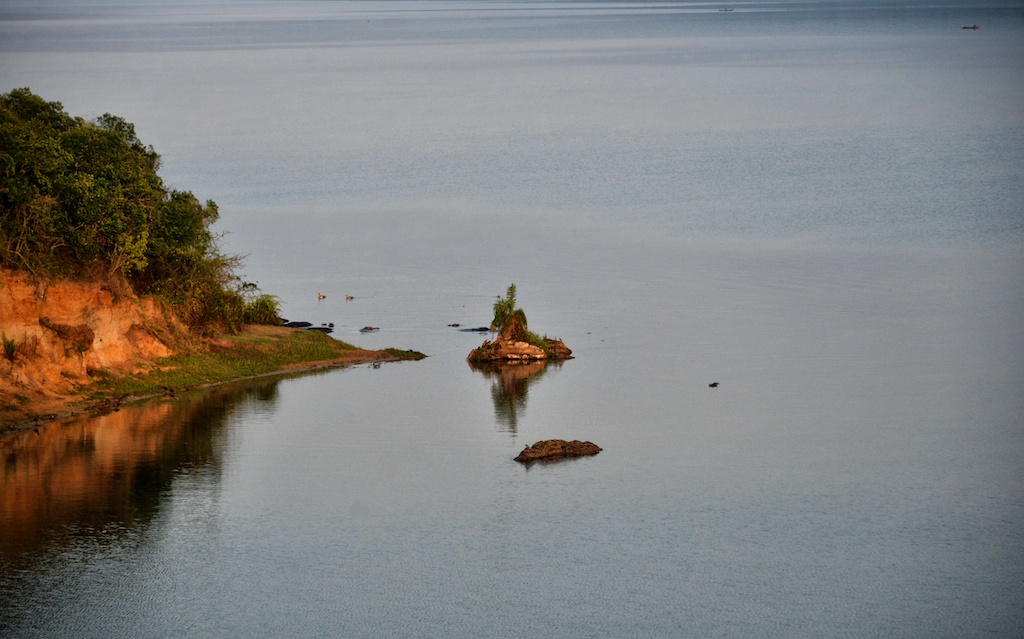
قناة مائية
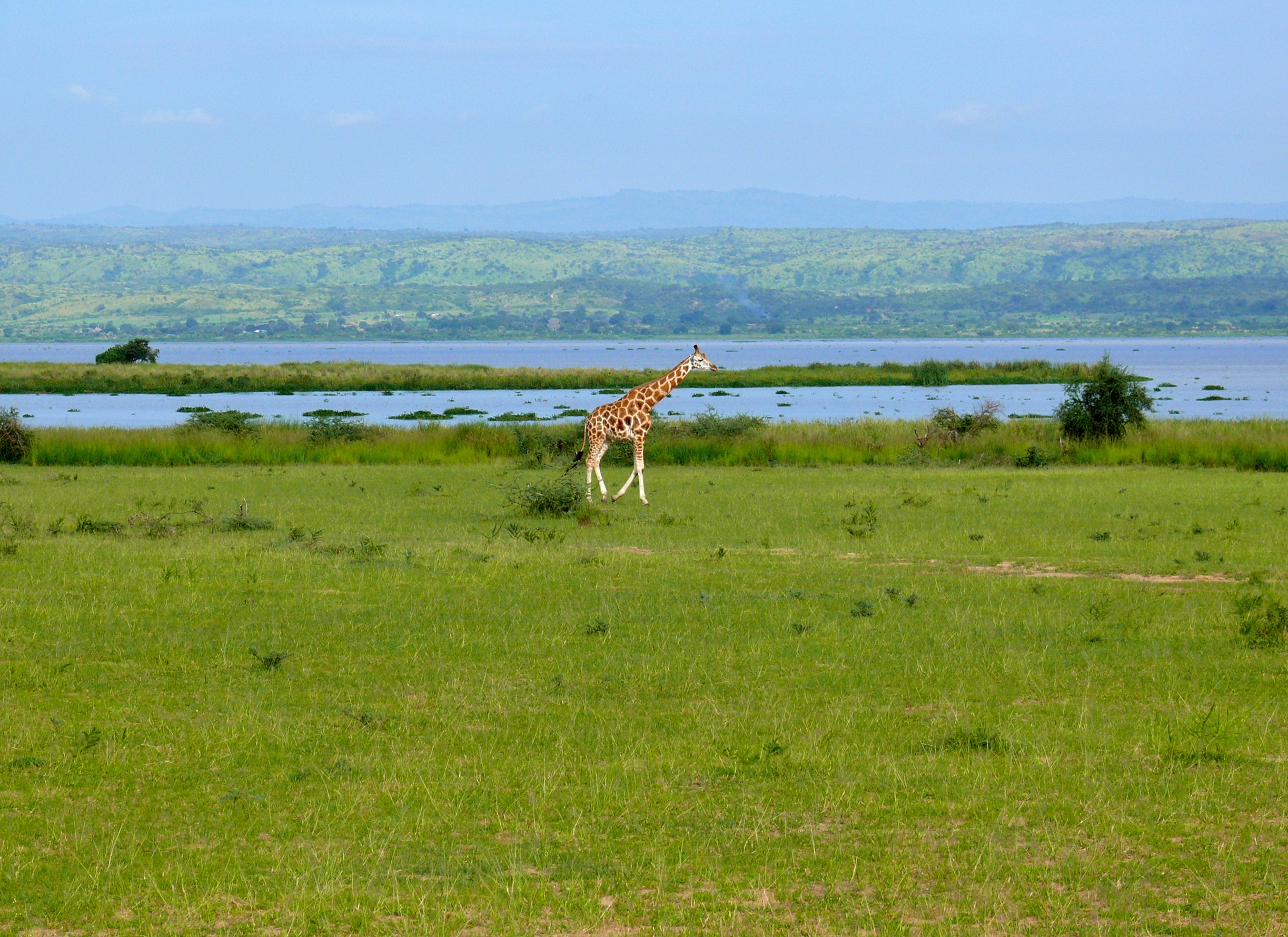
زرافة على ضفة البحيرة